# Baldingen (Nördlingen)

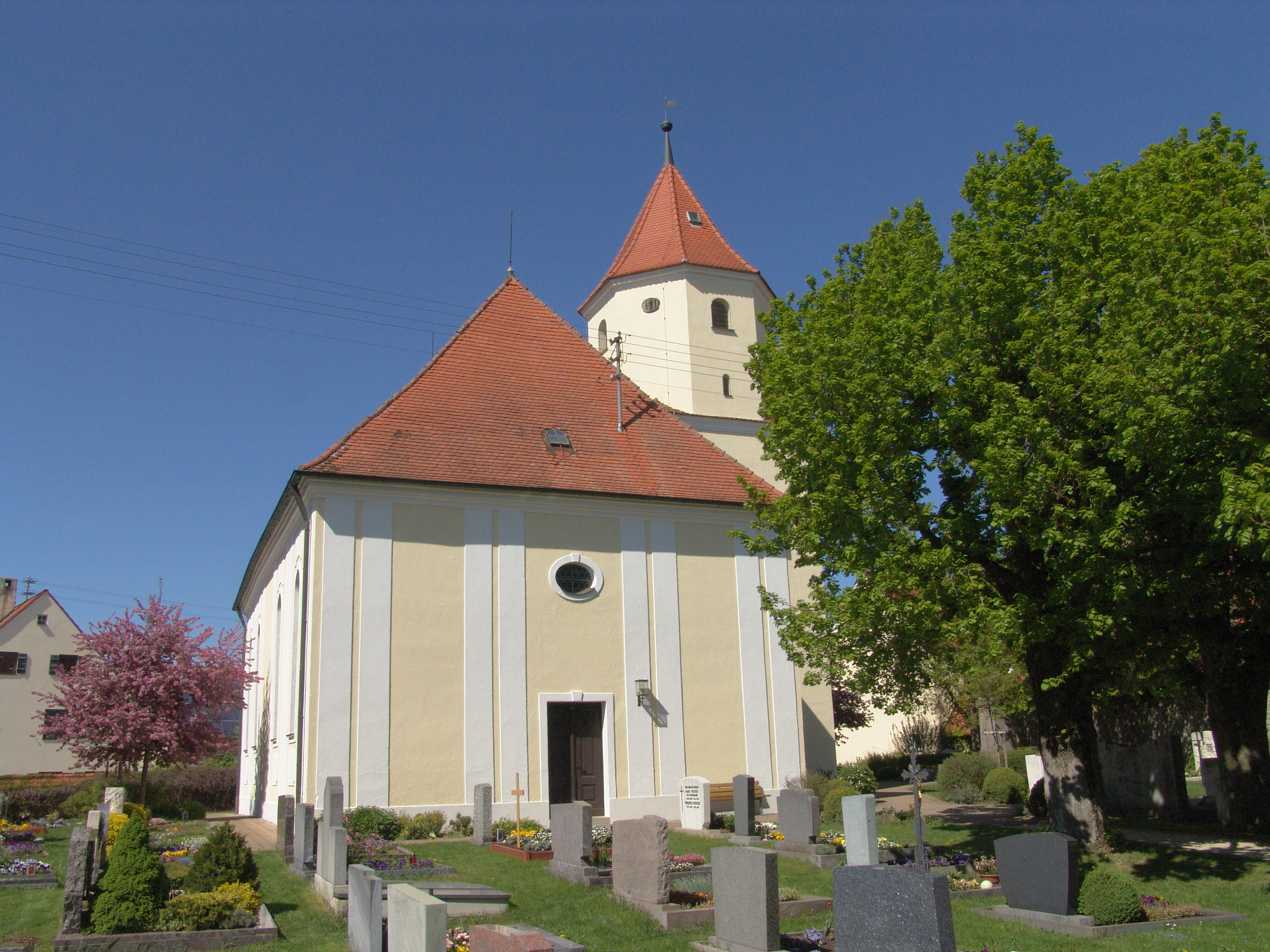
Kirche St. Gallus

Baldingen ist ein Gemeindeteil der Großen Kreisstadt Nördlingen im schwäbischen Landkreis Donau-Ries in Bayern.

## Geographie
Das Pfarrdorf im Nördlinger Ries grenzt im Nordwesten an die Nördlinger Kernstadt, aus deren nahem Baldinger Tor kommend die alte Trasse der Würzburger Straße den Ort in Richtung Nordwesten durchquert. Durch den Ort fließt ost- bis nordostwärts der Eger-Zufluss Goldbach. Der größte Teil des Ortskerns und der Siedlungsgebiete aus dem 20. Jahrhundert liegen linksseits des Baches.

## Geschichte
Baldingen wurde 769 erstmals urkundlich erwähnt. Am 1. Mai 1978 wurde die bis dahin selbständige Gemeinde Baldingen in die Stadt Nördlingen eingegliedert.

## Baudenkmäler
Siehe: Liste der Baudenkmäler in Baldingen

## Bildung
In Baldingen gibt es eine städtische Kindertageseinrichtung und eine Außenstelle der Nördlinger Grundschule Mitte.

## Verkehr
Die Bundesstraße 29, dort ein Abschnitt der Romantischen Straße, begrenzt den Ort im Westen.

## Persönlichkeiten
Der blinde lutherische Theologe Johann Schmidt (1639–1689), der zunächst an Universitäten lehrte und zeitweise Geistlicher in Nördlingen war, musste aufgrund seiner großen Familie eine andere Einkunftsquelle suchen. Er betrieb in Baldingen einen Gasthof, der wegen der Blindheit Schmidts „das blinde Eck“ genannt wurde.